# 2차적저작물
2차적저작물은 원저작물을 번역·편곡·변형·각색·영상제작 그 밖의 방법으로 작성한 창작물로 독자적인 저작물로서 보호된다. 대표적인 2차적저작물의 유형으로 패러디를 꼽을 수 있다. 단순 일러스트부터 동인지, 웹코믹, 팬픽 등 많은 분야에 널리 퍼져 있으며 온/오프라인의 팬 활동에서 가장 압도적인 비율을 차지한다. 인터넷과 컴퓨터 기술이 발생함에 따라 많은 사람들이 쉽게 2차적저작물을 만들 수 있게 되었다. '매드무비'나 편집 영상, 리믹스 등이 그렇다.
패러디가 2차적 저작물에 해당하는지에 대해서는 이견이 있다. 미국의 판례는 2차적 저작물과 공정이용으로서의 패러디의 "목적"이 서로 다르다고 판시하면서 양자는 '다르다'고 보고 있다. 
2차적 저작물은 원작의 동일성을 유지하면서 새로운 시장으로 나아간 것이나, 패러디는 원작의 동일성을 극복하여 새로운 목적하에 창작으로 나아간 것을 의미한다고 보고 있기 때문이다.
2차적 저작물과 패러디 모두 원작을 상기(Conjuring up)시킬 수 있는 것인지가 중요하게 작동하며, 그것이 인정되지 않을 경우에는 이는 새로운 창작물로서 저작권법의 보호를 받는다.

## 같이 보기
- 표절
- 지식 재산권
- 머천다이징
- 파스티슈
- 특허
- 상표
- 영업 비밀
- 크리에이티브 커먼즈